# Ilias Haddad
Ilias Haddad (in arabo إلياس حداد‎?; Dordrecht, 1º marzo 1989) è un calciatore olandese naturalizzato marocchino, difensore dell'Union Touarga.

## Carriera
Ha giocato nella massima serie dei campionati scozzese, bulgaro, olandese e marocchino.

## Palmarès

### Club

#### Competizioni internazionali
- Supercoppa CAF: 1

Raja Casablanca: 2019
- Coppa della Confederazione CAF: 1

Raja Casablanca: 2020-2021

#### Competizioni nazionali
- Campionato marocchino: 1

Raja Casablanca: 2019-2020